# Giorgos Karagounis
Giorgos Karagounis (Pyrgos, 6. ožujka 1977.) je grčki bivši nogometaš koji je igrao za grčku nogometnu reprezentaciju.